# District de Madhubani
Le district de Madhubani est un district de l'état du Bihar, en Inde.

## Géographie
Au recensement de 2011, sa population compte 4 476 044 habitants.
Son chef-lieu est la ville de Madhubani. 